# Pasar Palik
Pasar Palik is een bestuurslaag in het regentschap Bengkulu Utara van de provincie Bengkulu, Indonesië. Pasar Palik telt 762 inwoners (volkstelling 2010).